# Uqaylides

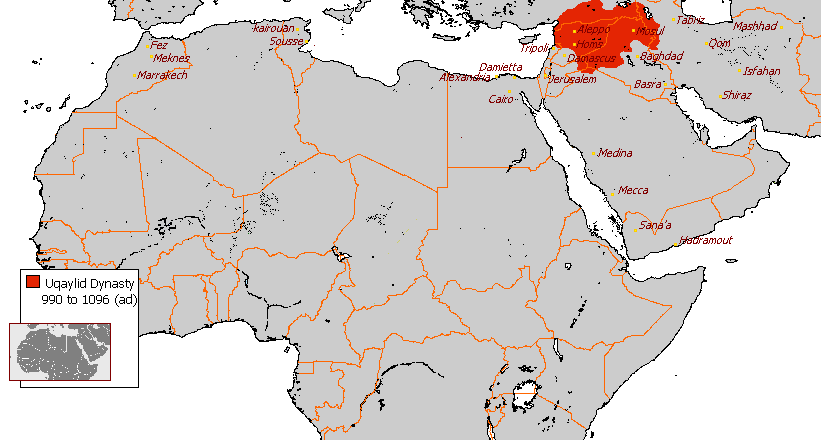
L'extension de l'empire Uqaylide

Les Uqaylides, Oqeylides ou Banu Uqayl était une dynastie d'émirs chiites ayant régné sur l'Irak et la Syrie du nord de 990 à 1096 et l'est de la Turquie actuelle.

## Histoire
Les Uqaylides ont d'abord reçu le commandement de la ville de Diyarbakir par les Bouyides qui espéraient affaiblir les insurgés kurdes menés par Badh ben Dustak.
Les Uqaylides se sont ensuite alliés aux Hamdanides qui avaient été expulsés de Mossoul en 979. Avec l'aide des Hamdanides, ils chassent les Bouyides de Mossoul et administrent la ville à partir de 989.
De Mossoul, le chef Uqaylide, Mohammed ben Musayyib a poursuivi sa lutte contre le rebelle kurde Badh jusqu'à la mort de celui-ci. Il a ensuite mis fin à son alliance avec les Hamdanides et à obliger les Bouyides à lui accorder l'autonomie de Mossoul.
Après la mort de Mohammed Musayyib en 996, son frère Muqallad lui succède. C'est sous son règne que les Uqaylides entament une phase d'expansion, en avançant jusqu'à Bagdad.
Devant l'avancée des turcs seldjoukides, ils s'allie temporairement avec les Bouyides et combattent les Turcs en Irak et en Syrie au profit des Fatimides.
La dynastie connait son apogée en 1079 avec le règne de Sharaf Sayf al-Dawla qui a étendu le pouvoir de son royaume jusqu'à Alep pris aux Mirdassides.
Après la chute du royaume, certains membres de la famille ont exercé la charge de gouverneurs et maîtres de localités comme à Rakka et Qal'at Ja'bar. Cette dynastie était aussi présente dans l'est de la Jordanie, dans le nord de l'Arabie Saoudite, au nord du Liban, dans le sud de la Turquie et dans l'ouest de l'Iran.